# Doktor Strange
Doktor Strange (ang. Doctor Strange; prawdziwa tożsamość: Stephen Vincent Strange) – fikcyjna postać (superbohater), znany z różnych serii komiksowych wydawanych przez Marvel Comics, oraz adaptacji. Jego twórcami są scenarzysta Stan Lee i rysownik Steve Ditko, zadebiutował on w Strange Tales vol.1 #110 w 1963 roku.
Doktor Strange jest byłym neurochirurgiem, który stał się Najwyższym Czarnoksiężnikiem (Sorcerer Supreme), walczącym z wszelkimi zagrożeniami o nadprzyrodzonej naturze.

## Fikcyjna biografia
Stephen Strange posiada inteligencję na poziomie geniusza i zarazem jest wybitnym, światowej klasy neurochirurgiem. Po wypadku stracił częściowo władzę w rękach, co przerwało jego karierę lekarską. Chcąc wrócić do zdrowia, Strange szuka różnych możliwości, trafia do Przedwiecznego (Ancient One), dzięki któremu poznaje mistyczną sztukę magii. Związany był z grupami Defenders, Nightstalkers, New Avengers, Ultimate Knightsi i Illuminati.

## Adaptacje

### Filmy animowane
- Doctor Strange (2007)

### Filmy telewizyjne
- Dr. Strange (1978)

Film z Peterem Hootenem w roli głównej.

### Marvel Studios
- Doktor Strange (2016)
- Thor: Ragnarok (2017)
- Avengers: Wojna bez granic (2018)Cosplay Doctora Strange'a.
- Avengers: Koniec gry (2019)

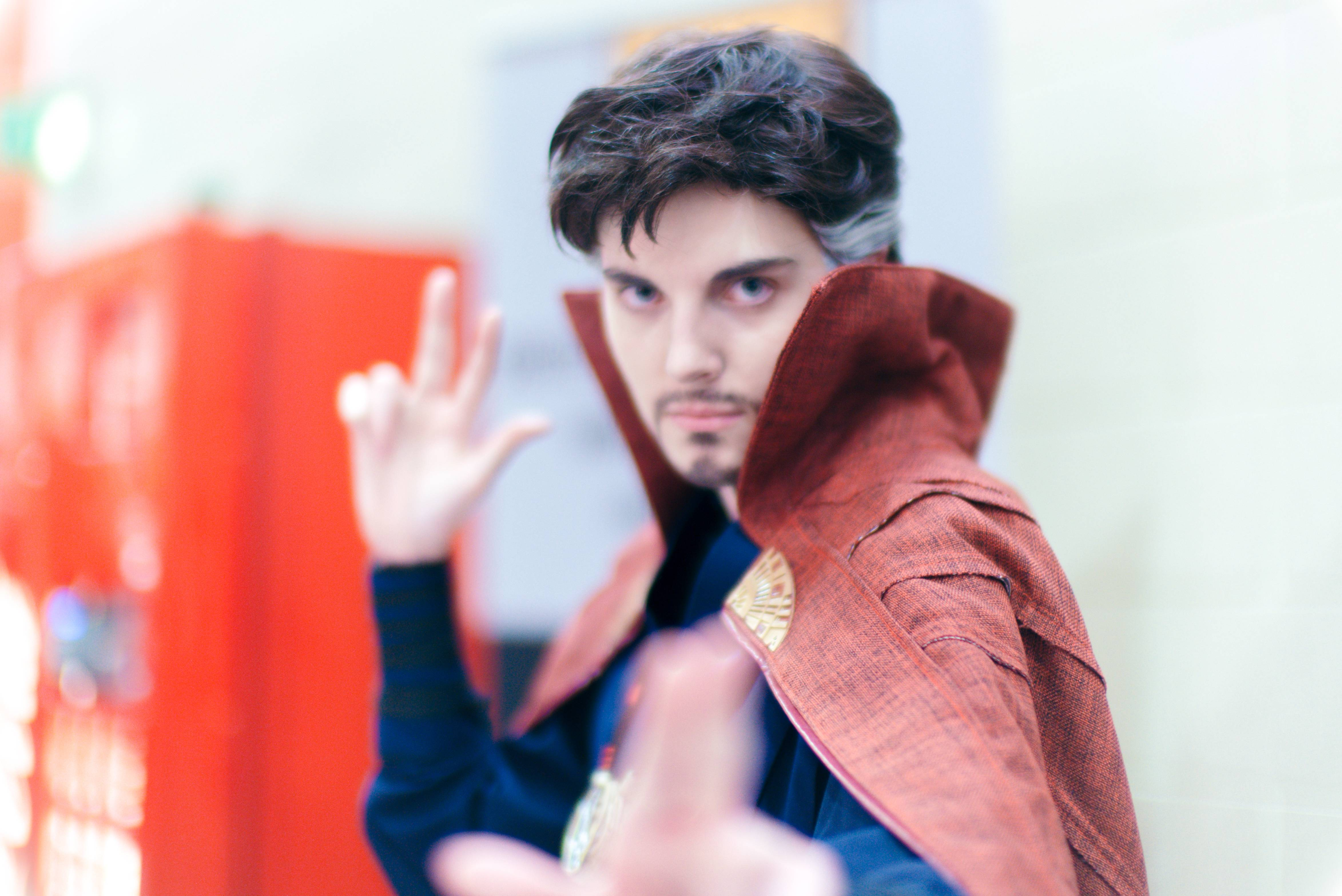
Cosplay Doctora Strange'a.

- Spider-Man: Bez drogi do domu (2021)
- Doktor Strange w multiwersum obłędu (2022)

W rolę Stephena Strange’a w produkcjach Filmowego Uniwersum Marvela wciela się Benedict Cumberbatch.